# San Diego Surf
San Diego Surf è un film del 2012 co-diretto da Andy Warhol e Paul Morrissey.
La pellicola è una sorta di seguito ideale di Cowboy solitari (1967), con cui condivide gran parte del cast.

## Trama
Il signore e la signora Mead affittano la loro casa al mare a un gruppo di giovane surfisti. La figlia Ingrid è incinta e il padre, che è omosessuale e affascinato dai giovani turisti, cerca di darla in sposa a uno dei loro. Mentre la moglie vuole il divorzio, Mead è desideroso di diventare un surfista e intraprende una relazione sessuale con Tom, uno dei surfisti. 

## Produzione
Le riprese del film iniziarono a La Jolla nel maggio 1968 ma furono bruscamente interrotte il 3 giugno dello stesso anno quando Valerie Solanas sparò a Warhol.
Nel 1996 la Andy Warhol Foundation commissionò a Paul Morrissey di terminare e montare il film seguendo le indicazioni lasciate da Warhol.

## Distribuzione
Il film ha avuto la sua prima il 16 ottobre 2012 al Museum of Modern Art di New York.